# Chlainomonas rubra
Chlainomonas rubra là một loài tảo trong họ Chlamydomonadaceae, thuộc chi Chlainomonas.